# 山下昌彦
山下昌彦(やました まさひこ、1952年-　)は日本の建築家、都市計画家。株式会社UG都市建築代表取締役。建築・まちづくり専門家。APECアーキテクト。
銚子市都市計画マスタープラン策定委員会委員。日本建築家協会、日本都市計画家協会会員。山梨県甲府市生まれ。

## 経歴
- 1974年3月、東京大学工学部建築学科卒業。
- 1976年3月、東京大学大学院修士課程修了。
- 1976年4月〜1986年 4月、松田平田設計に在籍。その間1981年9月〜1983年9月、ドイツ国立ハンブルク大学博士課程在籍。1981年4月〜1983年10月、フォン・ゲルカン・マルク事務所（ハンブルク）に在籍。1986年独立後、1989年4月〜GL建築設計設立。1998年4月〜UG都市設計と合併でUG都市建築となり、代表取締役。

## 著書
共著
- 幕張ベイタウン物語（幕張TMC）
- 日本の街を美しくする（学芸出版会）

単著
- 建築家だって散歩する　コム・ブレイン, 2008 ISBN 978-4990168919
- 都市はよみがえる 鹿島出版会, 2024 ISBN 978-4306073678

## 主要作品
- みなとみらい線新高島駅（神奈川県横浜市 2003年、グッドデザイン賞（2004年） 土木学会優秀賞（2006年））
- フジトピア目黒祐天寺（東京都目黒区、1996年）
- アクシア麻布（東京都港区 2005年、グッドデザイン賞（2005年））
- マリノスタウン（第5回イソバンドデザインコンテスト審査委員賞/武田 厚賞）
- 大崎ウエストシティタワーズ（東京都品川区、2009年)
- イトーピア池袋メトロポリタン（東京都豊島区、1999年）
- イトーピア白金ステーションプラザ - Rent act-港区
- ドーミーイン三島（静岡県三島市大宮町）
- 幕張メッセの企画及び都市設計・建築設計
- 芝浦アイランドタワーの企画及び都市設計・建築設計
- 幕張ベイタウングランパティオス公園西の街（千葉県千葉市 2001年）
- みなまきみらいプロジェクト（横浜市旭区、相鉄グループと共同）
  - 南万騎が原「住宅団地型既存住宅流通促進モデル事業」（国土交通省採択）
- 美竹ビルマンション建替事業（東京都渋谷区）権利変換計画（新日鉄都市開発と共同）

## 受賞履歴
- 1995年 - 千葉市優秀建築賞
- 1996年 - 千葉県建築文化賞
- 1997年・1999年 - 茨城建築文化賞